# 伏尔加斯科耶村委员会
伏尔加斯科耶村委员会（俄语：Волжский сельсовет）是俄罗斯联邦阿斯特拉罕州纳里马诺夫区所属的一个村委员会。其下辖有3个居民点，行政中心为伏尔加斯科耶。据2015年统计，该村委员会的人口为3770人。